# Antiope (Tochter des Nykteus)

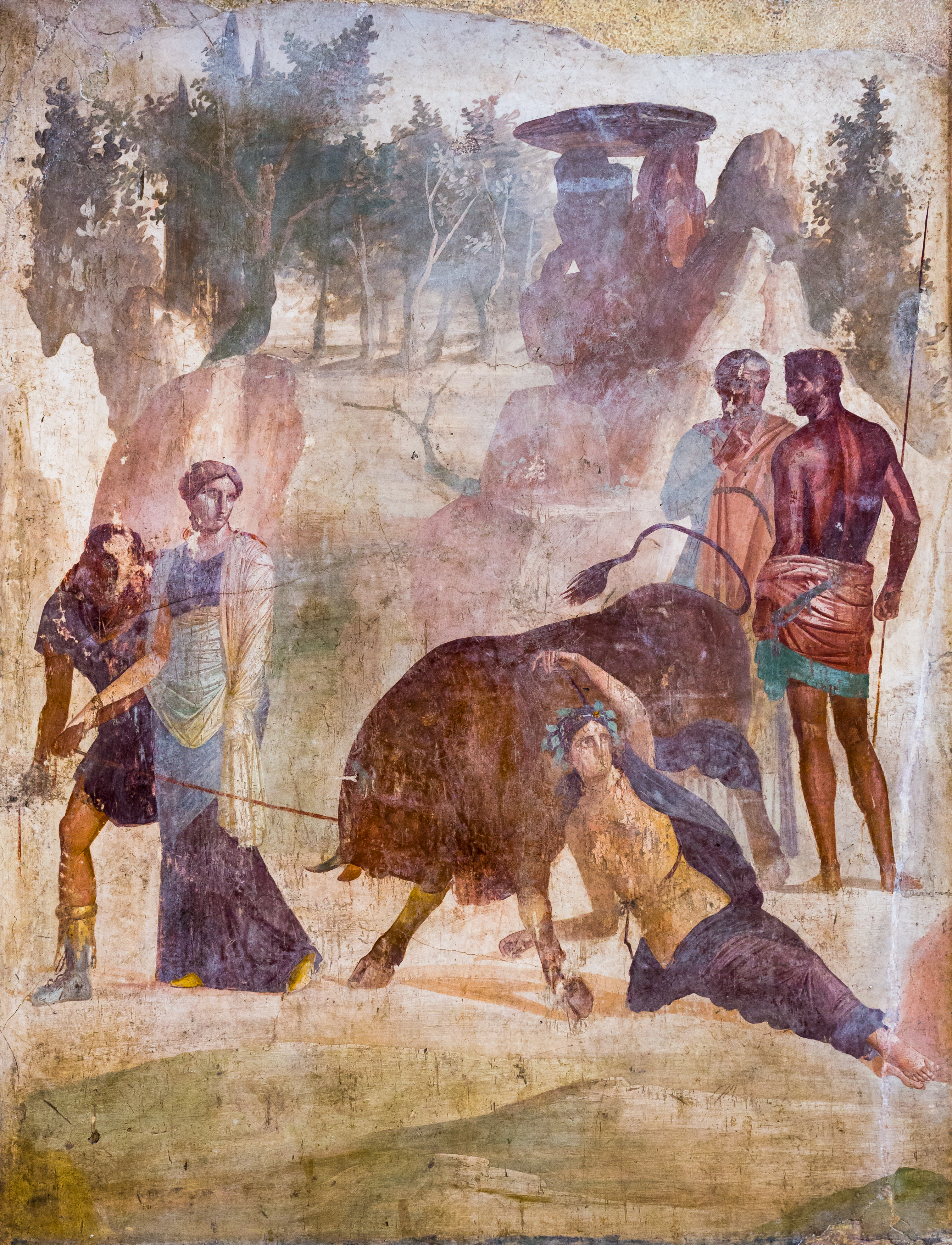
Dirke, von Amphion und Zethos an die Hörner eines wilden Stiers gebunden (in Gegenwart von Antiope); antikes Fresko aus Pompeji

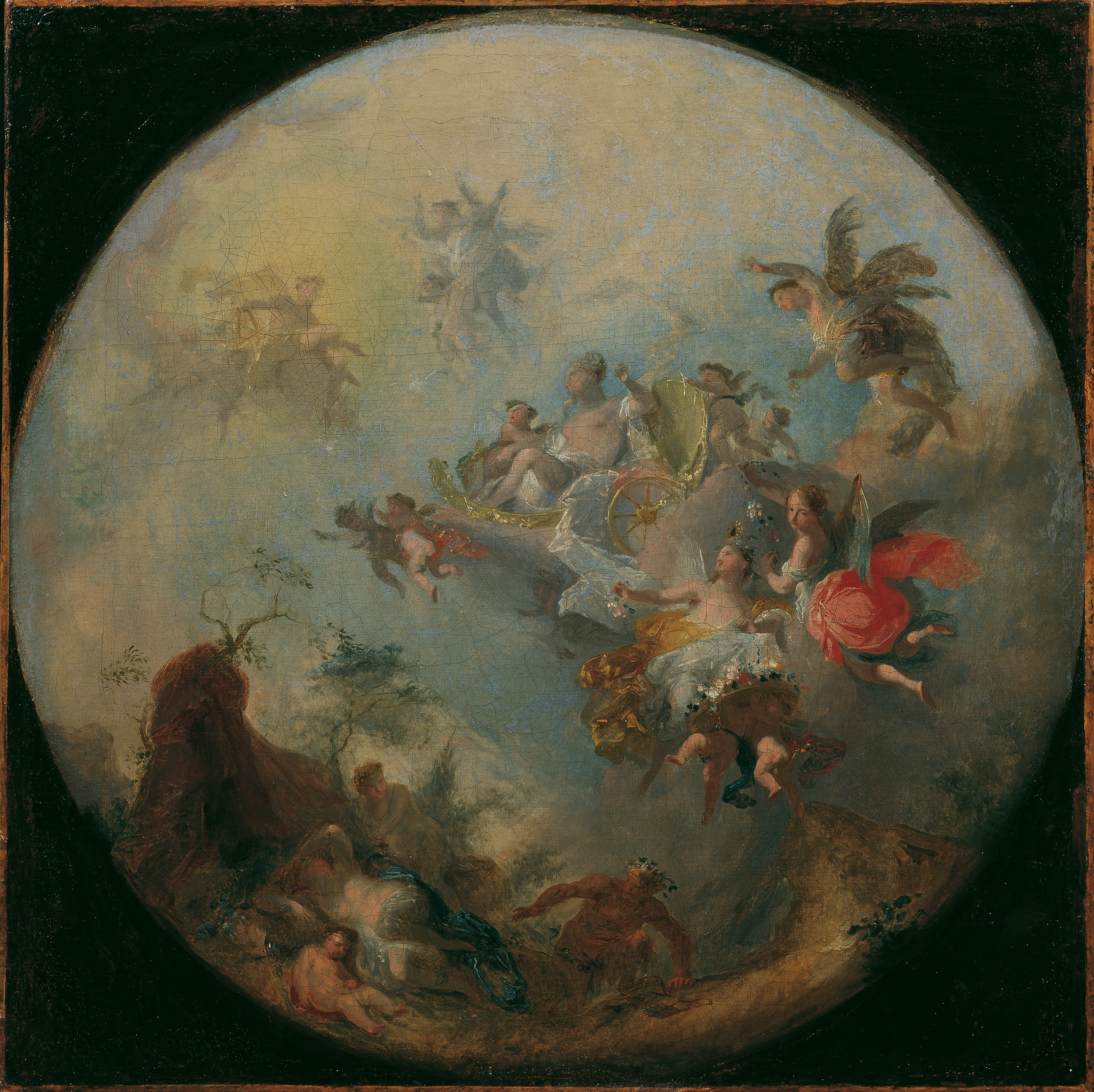
Franz Anton Maulbertsch, Jupiter und Antiope (um 1780)

Antiope (altgriechisch Ἀντιόπη Antiópē) ist in der griechischen Mythologie die schöne Tochter des Flussgottes Asopos oder des Königs Nykteus von Theben und der Polyxo. Mit ihr zeugt Zeus die Zwillinge Zethos und Amphion.
Antiopes Reize wirkten nicht nur auf den Göttervater, sondern auch auf Epopeus, den König von Sikyon, der die junge Frau entführte und schändete (nach einer anderen Variante wusste Antiope um ihre von Zeus herrührende Schwangerschaft und floh zu Epopeus). In dem Krieg, den Nykteus gegen Epopeus führte, wurden beide Herrscher schwer verwundet und starben kurz darauf. Antiope gebar Zwillinge, die man als Frucht der Vergewaltigung durch Epopeus sah und im Gebirge aussetzte. Nykteus bestimmte auf dem Sterbebett seinen Bruder Lykos zu seinem Thronfolger und Vormund der Tochter, so dass Antiope in des Onkels Haus und in die Hände der gewalttätigen Dirke, der Gattin des Lykos geriet. Dirke quälte Antiope, bis Zeus eingriff und die ehemalige Geliebte befreite. Auf der Flucht in das Gebirge gelangte Antiope zu ihren Söhnen Zethos und Amphion, ohne diese zu erkennen. Erst als die rachsüchtige Dirke Antiope einholte und die Zwillinge aufforderte, Antiope an einen Stier zu binden und zu Tode zu schleifen, griff der Ziehvater der beiden ein und enthüllte deren Herkunft. Die wiedergefundene Mutter wurde so gerettet, die Tante statt ihrer an den Stier gebunden.